# 파주 오두산성
파주 오두산성(坡州 烏頭山城)은 대한민국 경기도 파주시 탄현면에 있는 오두산의 정상을 둘러싼 길이 620ｍ의 백제 성이다. 김정호의 대동여지도에는 이곳을 관미성(關彌城)으로 표시하고 있다. 1991년 8월 24일 대한민국의 사적 제351호로 지정되었다.

## 개요
오두산의 정상을 둘러싼 길이 620ｍ의 백제 성이다.
경사가 가파르고 서쪽은 임진강, 남쪽은 한강·동쪽은 농경지·북쪽은 산으로 이어진다. 성벽은 서쪽 부근이 잘 남아있다.
성벽 쌓기 수법을 보면 밖으로는 위로 올라가면서 돌을 안으로 들여 쌓고, 성벽 내부는 돌로 채웠다. 이러한 성곽의 형태는 백제 성곽 연구에 매우 중요한 자료가 된다.
광개토대왕릉비와 『삼국사기』백제본기에 나오는 관미성이 이 바로 오두산성이라는 주장이 있으며, 김정호의 『대동여지도』에는 이곳을 관미성이라 기록해 더욱 주목 받고 있다.

## 현지 안내문
오두산 정상부에 쌓은 퇴메식의 돌로 쌓은 산성이다. 이곳은 한강과 임진강이 만나는 지점으로 정상부에서 남서쪽으로는 김포 일대, 서북쪽으로는 북한의 개풍군 일대가 한강 하구와 함께 한눈에 들어오는 전략적으로 매우 중요한 곳이다.
오두산은 삼면이 가파르고 강물과 바닷물이 휘돌아 흐르는 지리적인 여건 때문에 삼국사기에 기록된 백제의 주요 방어시설인 관미성의 입지와 유사하다고 하여 조선시대부터 관미성으로 주목받아 왔다.
지금까지 발견되는 유물로 볼 때 오두산성은 대략 삼국시대 ~ 통일신라 시기에 처음 쌓아졌으며 고려 ~ 조선 시대까지 여러 차례 새로 쌓아지며 사용되었던 것으로 보인다. 그러나 이 성을 백제의 관미성이나 고구려성으로 추정하는 것은 지정학적인 가능성 외에는 관련 유물이 확인되지 않아 확증하기 어려우며, 앞으로 정밀조사가 이루어져야 밝혀질 수 있을 것으로 보인다.

## 같이 보기
- 관미성

## 참고 자료
- 파주 오두산성 - 국가유산청 국가유산포털